# Lygidea mendax
Lygidea mendax – gatunek pluskwiaków z rodziny tasznikowatych i podrodziny Mirinae.
Owad występujący w Ameryce Północnej, groźny szkodnik sadów jabłoniowych. Zarówno imago jak i młode larwy tego gatunku żywią się sokami wysysanymi z liści, starsze larwy atakują młode owoce.